# Harouna Kaboré
Harouna Kaboré, né le 24 juillet 1977 à Assuéfry en Côte d'Ivoire est un homme politique burkinabè. Il est ministre du Commerce de l’Industrie et de l’Artisanat  du Burkina de 2018 à 2021 ,.

## Biographie

### Enfance et éducation
Harouna Kaboré naît  le 24 juillet 1977 à Assuefry  Est de la Côte d'Ivoire dans le département de Tanda.Il y fait ses études primaires et une partie de ses études secondaires.  En 1994, il rentre au Burkina Faso et s'installe à Barsalhogo où il obtient son brevet d'étude du premier cycle (BEPC). Il poursuit ses études en techniques industrielles au Lycée Technique de Ouagadougou en tant que boursier d'Etat burkinabè. Il obtient son baccalauréat F2 en 1999  et son  brevet de technicien supérieur (BTS) en génie industriel et maintenance en 2001. De 2007 à 2008 il fait une licence  professionnelle en ingénierie de la maintenance pluritechnique à l’IUT de Senart , Université Paris 12. Il est également titulaire d'un master 2  en management entreprises et services à l’Université Paris Est. En juin 2022 , il obtient son doctorat en business administration  à l'académie des sciences de management de Paris.

### Carrière politique
En janvier 2018 il est nommé ministre du Commerce de l’Industrie et de l’Artisanat  au sein du gouvernement Paul Kaba Thiéba . Il est reconduit à ce post en 2021.

## Prix et distinctions
- 2012 : Chevalier de l’ordre du mérite du commerce et de l’industrie
- 2015 : Chevalier de l’Ordre national
- 2017 : Officier de l’Ordre du mérite du commerce et de l’industrie  2018: Officier de l’Ordre de l'Étalon[7]
- 2022 : Lauréat du Burkina du prix OMS « Journée mondiale sans tabac 2022 »[8]